# Eleni Konsolaki
Eleni Konsolaki auch Eleni Konsolaki-Giannopoulou (griechisch Ελένη Κονσολάκη, auch Ελένη Κονσολάκη-Γιαννοπούλου, englisch Eleni Konsolaki-Yannopoulou) ist eine griechische Klassische Archäologin.
Als Wissenschaftlerin an der Ephorie (Denkmalpflegebehörde) ist sie für die Region Trizinia / Poros / Methana verantwortlich. Sie erforscht diese Gegend seit etwa 1986. Dabei beschäftigt sie sich besonders mit dem Erhalt der antiken Denkmäler der Region. Große Aufmerksamkeit erhielt sie durch ihre Grabungs- und Forschungstätigkeit am 1990 auf Methana entdeckten mykenischen Heiligtum. Sie beschreibt in ihrer Forschung von dort u. a. über 150 Tonidole frühgriechischer Gottheiten. Aufsehenerregend war ihre Entdeckung eines Kindergrabs innerhalb des Heiligtums. Sie machte vor allem den griechischen Staat darauf aufmerksam, dass die Halbinsel Methana archäologisch schützenswert sei. Hauptsächlich ist es ihr Verdienst, dass die Halbinsel Methana als archäologisch geschützte Zone vermerkt wurde.
In den letzten Jahren erforschte sie die mykenische Akropolis Maghoula bei Galatas (nahe der Insel Poros). Dabei entdeckte sie mehrere mykenische Kuppelgräber, die zeigen, dass die Region um Troizen nicht erst in antiker Zeit eine große Bedeutung hatte. Je mehr die Forschungen voranschreiten, desto deutlicher werden die Zusammenhänge von mykenischer Epoche und minoischer Epoche. Eleni Konsolaki-Giannopoulou veröffentlichte ihre Forschungsarbeit auf der Konferenz zu Geschichte des Saronischen Golfs 1998 auf der Insel Poros. Ihre Forschungstätigkeit hat viel zur Vorgeschichte beigetragen.

## Schriften
- A group of new Mycenaean horsemen from Methana. In: Aegaeum, 20, 1999, S. 427–433.
- New evidence for the practice of libations in the Aegean bronze age. In: Aegaeum, 22, 2001, S. 213–220, ulg.ac.be (PDF)
- A Mycenaean sanctuary on Methana. In: Peloponnesian sanctuaries and cults. Proceedings of the Ninth International Symposium at the Swedish Institute at Athens, 11–13 June 1994. Stockholm 2002, S. 25–36.
- mit Yannis Hamilakis: Pigs for the gods. Burnt animal sacrifices as embodied rituals at a Mycenaean sanctuary. In: Oxford Journal of Archaeology, 23, 2004, S. 153–175, sas.upenn.edu (PDF; 330 kB).

| Personendaten    | Personendaten                      |
| ---------------- | ---------------------------------- |
| NAME             | Konsolaki, Eleni                   |
| ALTERNATIVNAMEN  | Konsolaki-Giannopoulou, Eleni      |
| KURZBESCHREIBUNG | griechische Klassische Archäologin |
| GEBURTSDATUM     | 20. Jahrhundert                    |